# Moto.it
Moto.it è la più conosciuta testata dedicata al settore del motociclismo, edita da CRM S.r.l. online a partire dal 1997. Tra le firme di settore che collaborano con il portale figurano Nico Cereghini, Maurizio Tanca, Maurizio Gissi, Maurizio Vettor, Andrea Perfetti, Massimo Clarke, Giovanni Zamagni e René Pierotti per la Moto GP, Carlo Baldi per la Superbike, Massimo Zanzani per il Motocross, Piero Batini per il Rally.

## Storia
Moto.it nasce nel 1997 su iniziativa di Francesco Risari e Ippolito Fassati. Da allora è la testata di riferimento in Italia per numero di lettori.
Moto.it è una testata di settore registrata al Tribunale di Milano: Reg. Trib. di Milano Num. 680 del 26.11.2003. Oltre che nella versione on-line (Moto.it), sono disponibili: la versione stampata (ogni mese, in edicola, una rivista di annunci di compravendita), quella per mobile e smartphone, una app, ed un importante magazine digitale (periodico settimanale inviato ad oltre 500.000 abbonati e disponibile presso le edicole digitali Apple, Google Play, Kindle.
Dal 2005, il sito è partner di Confindustria ANCMA e di tutte le Case associate.
Nell'ottobre 2009 viene pubblicata una nuova release di Moto.it. È una rivoluzione: il portale verticale conosciuto storicamente per gli annunci, assume la veste di “quotidiano della moto”. Nico Cereghini entra nella redazione di Moto.it.
Nel 2011 CRM, editore di Moto.it, lancia la testata Automoto.it: si tratta di un "quotidiano dell'auto" che affianca alla parte editoriale, numerosi servizi innovativi per la scelta della propria auto ed una importante sezione dedicata agli annunci di auto nuove, usate e d'epoca.

## Premi e riconoscimenti
Nel 2005, il portale web vince il Premio WWW assegnato da Il Sole 24 Ore, come miglior sito italiano Auto e Motori dell'anno.

## Accordi editoriali
Moto.it è provider di news di settore per importanti testate online. Tra di esse: LaStampa.it, MSN.it, Yahoo.it.